# Curt von Lüttichau
Curt Ulysses von Lüttichau (10. februar 1897 på Vingegård ved Nørre Vinge – 27. november 1991 i Fakse Ladeplads) var en dansk arkitekt og kunstmaler i overgangsfasen mellem nyklassicisme og funktionalisme. Han arbejdede som arkitekt oftest i kompagniskab med Alfred Skjøt-Pedersen.

## Karriere
Lüttichaus forældre var hofjægermester, civilingeniør Ulysses Constant Arnold von Lüttichau og Ellen Christine Elisabeth født Ibsen. Han blev optaget på Kunstakademiets Arkitektskole i København i september 1915 og tog afgang som arkitekt juni 1919. Han studerede desuden malerkunst hos Rizzi i Rom 1919-20. Ud over turen til Italien rejste han i Tunesien omkring 1920 og i Paris og Sydfrankrig.
Han udstillede sine akvareller og oliepasteller på følgende separatudstillinger: Kleis' Kunsthandel, København 1920-22; Dorien Leigh Gallery, London 1923; Illums Bolighus 1944; Studio Schrader, København, 1956; Henning Larsen, København 1986; Havarthigården, Holte 1986, 1988 og Næstved Kunstforening 1988. 
Lüttichau blev gift første gang 25. juni 1926 i Ordrup med Flora Rosa "Nena" Henningsen (25. februar 1900 i Hellerup – 22. april 1976 i Hørsholm), datter af grosserer, generalkonsul Andreas Henningsen og Fanny Inana Uriburo Ziegner og anden gang 6. maj 1982 i København med maleren Kirsten Birgitte Rich, f. Buemann, (25. januar 1913 på Frederiksberg – 24. oktober 2000), datter af fabrikant Harald Christian Buemann og Elna Eleonora Lundborg.

## Arkitekturværker
- Tjele Gods, avlsgård (1927)

### Sammen medAlfred Skjøt-Pedersen
- Sankt Annæ Plads 5, København, ombygning for Det forenede Oliekompagni (1927)
- Flere BP-benzintankstationer
- Forretningsejendom, Østergade 36, København (1929)
- Ombygning, Østergade 38 (1929)
- Villa for skibsreder Arne Schmiegelow, Bernstorffsvej 30, Hellerup (1926-27, haven siden udstykket)
- Boligbebyggelsen Tranehusene, Tranegårdsvej 53-69, Hellerup (1930-31)
- Strandvejen 285, Skodsborg (1941)

## Kunst
Akvareller med motiver fra Lüttichaus rejser, bl.a.:
- Festdagen ved hovedindgangen til amfiteatret i Nîmes
- Tyrefægtningen
- Pavepaladset i Avignon